# Ciecz

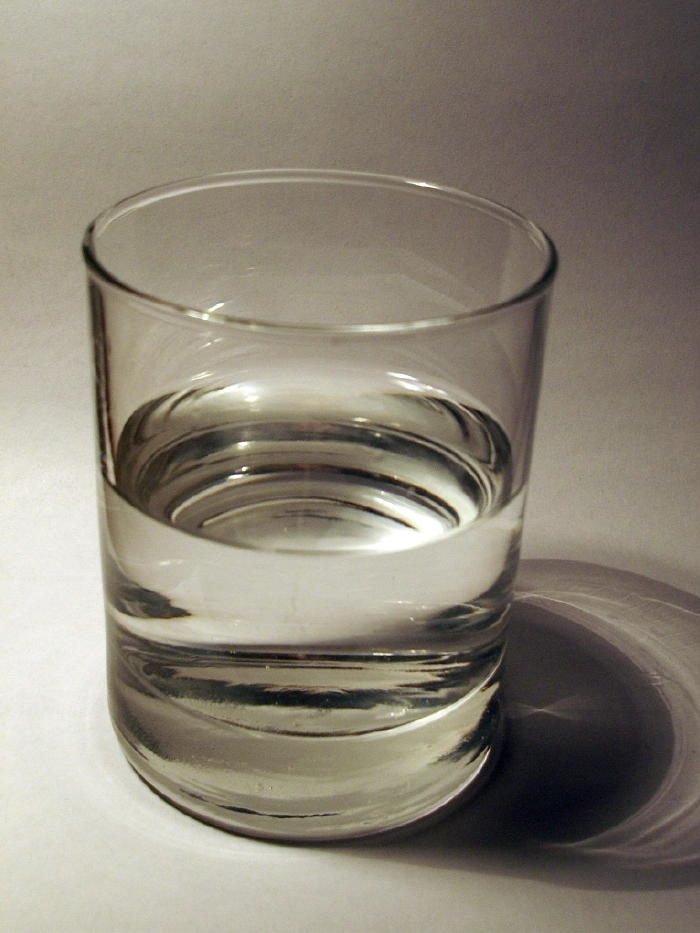
Szklanka ciekłej wody

Ciecz – stan skupienia materii o właściwościach pośrednich między ciałem stałym a gazem. 
Ciecz trudno zmienia objętość, ale łatwo zmienia kształt, z tego powodu przyjmuje formę naczynia, w którym się znajduje, ale w przeciwieństwie do gazu nie rozszerza się, aby wypełnić je całe. Jej objętość pozostaje w przybliżeniu stała, co wynika z niewielkiej ściśliwości spowodowanej silnymi oddziaływaniami międzycząsteczkowymi. Powierzchnia styku cieczy z gazem lub próżnią nazywa się powierzchnią swobodną cieczy.
Istnienie cieczy ogranicza od strony niskich temperatur temperatura krzepnięcia, a od wysokich temperatura wrzenia. 
Czysta ciecz może istnieć w temperaturze niższej od temperatury krzepnięcia – nazywana jest wówczas cieczą przechłodzoną. Może ona także istnieć w temperaturze wyższej od temperatury wrzenia – jest wtedy nazywana cieczą przegrzaną. Ciecz przechłodzona lub przegrzana jest w nietrwałym stanie termodynamicznym i pod wpływem zanieczyszczenia lub zaburzenia odpowiednio krzepnie lub wrze. Niektóre substancje ciekłe o dużej lepkości nie krystalizują pozostając w stanie amorficznym, który wbrew często wyrażanej opinii nie jest cieczą przechłodzoną. 
Własności cieczy wynikają z zachowania się jej cząsteczek:
- mają one pełną swobodę przemieszczania się w objętości zajmowanej przez ciecz
- występują między nimi oddziaływania międzycząsteczkowe, które w obrębie objętości cieczy znoszą się nawzajem
- oddziaływania międzycząsteczkowe nie znoszą się na granicy międzyfazowej cieczy z inną fazą na skutek czego występuje zjawisko zwane napięciem powierzchniowym.

## Ciecze kwantowe
W analogii do klasycznych cieczy wprowadza się pojęcie cieczy kwantowych, w których oddziaływanie ma istotny wpływ na właściwości układu i nie może zostać pominięte. Do cieczy kwantowych zaliczamy układy silnie oddziałujących fermionów lub bozonów.